# 李毓全
李毓全（1953年10月—），广东东莞人，中华人民共和国政治人物。在职大专学历。曾任中共东莞市委副书记、市长，东莞市政协主席。

## 生平
1975年3月加入中国共产党。1994年9月起任東莞市副市長，2006年4月起任東莞市市長；2012年1月8日起任東莞市政協主席，2016年卸任。2024年8月21日，李毓全接受廣東省紀委監委紀律審查和監察調查。2024年12月，中共广东省纪委将其开除党籍。